# کلیسای سورپ گئورگ
کلیسای سورپ گئورگ یا کلیسای گئورگ مقدس (به ارمنی: Սուրբ Գևորգ եկեղեցի)، تهران مربوط به اویل دوره قاجار است و در تهران، خیابان شاهپور (خیابان وحدت اسلامی فعلی)، بازارچه قوام‌الدوله واقع شده و این اثر در تاریخ ۱۹ تیر ۱۳۵۷ با شماره ثبت ۱۶۲۱ به عنوان یکی از آثار ملی ایران به ثبت رسیده‌است. این کلیسا در آغاز (۱۷۹۵–۱۷۹۰ میلادی) به صورت نمازخانه‌ای ساده بوده لیکن در ۱۲۱۴ خورشیدی (۱۸۳۵ میلادی) تبدیل به کلیسا شده و پس از بازسازی در ۱۲۶۱ خورشیدی (۱۸۸۲ میلادی) به صورت کنونی درآمده است.

## تاریخ
دو خانواده از اهالی تفلیس به نام‌های «هُوسِپیان» و «استِپانیان» در ۱۱۷۴ خورشیدی (۱۷۹۵ میلادی) نمازخانهٔ گئورگ مقدس را که در ۱۸۸۲ میلادی تبدیل به کلیسا شد احداث کردند.
این کلیسا از نام سردار ارمنی که در ۳۰۳ میلادی در راه مبارزه برای ترویج مسیحیت کشته شد گرفته‌است.

## معماری کلیسا
محراب کلیسا در سمت شرقی آن قرار دارد. دارای دو ورودی از سمت شمالی و جنوبی است. کلیسا دارای یک گنبد با نورگیرهای متعدد بوده و بر روی چهار ستون در دو ردیف قرار دارد که تالار کلیسا را به دو راهرو جانبی و یک فضای میانی تقسیم کرده‌است و ستونها در فاصله چهار متری یکدیگر ساخته شده و در بین این چهار ستون فضای مربع شکلی به ابعاد چهار متر پدیدآورده است. این کلیسا که تماماً با آجر بنا شده‌است از داخل با گچ پوشانده شده‌است. بعلت نبود فضای کافی در سمت غرب کلیسا، برج ناقوس سه طبقه‌ای در ضلع جنوبی کلیسا ساخته شده‌است. بر روی دیوارهای خارجی کلیسا و برج ناقوس سنگ قبرهای متعددی به چشم می‌خورد.

## مدفونان
- هوسپ گاسپاریان (درگذشته ۱۸۹۸ میلادی)، از نخستین آموزگاران مدرسهٔ هایگازیان و یکی از بنیان‌گذران انجمن دوست داران علم و دانش
- میکائیل مارکاریان (درگذشته ۱۸۹۳ میلادی)، از بنیان‌گذاران انجمن دوستداران علم و دانش و مدرسهٔ هایگازیان
- الله وردیخان هاروتونیان (درگذشته ۱۸۳۵ میلادی)، از امرای سپاه قاجار
- هاروتیون (درگذشته ۱۸۳۵ میلادی) ، فرزند الله وردیخان، از امرای سپاه قاجار
- ماردیروس خان داویدخانیان امیرتومان (درگذشته ۱۹۰۵ میلادی) ، «رئیس ستاد بریگاد قزاق. او علاوه بر تدریس در مدرسه دارالفنون در وزارت اطلاعات و دارالترجمه خاصه دولتی به عنوان مترجم زبان‌های روسی و فرانسه آغاز به کار کرد.»[۳]
- سلیمان خان سهام الدوله (درگذشته ۱۸۵۳ میلادی)، «از اعظای خانواده اناگولوبیان، سوقومون (سلیمان) برادر منوچهر خان معتمدالدوله بود. سلیمان در قتل‌عام تفلیس به دست سپاهیان آقا محمد خان با فداکاری مادرش جان سالم به دربرد. به توصیه برادرش منوچهرخان او با مادرش به ایران آمد. سلیمان ابتدا به خدمت عباس میرزا نایب السلطنه درآمد و به کار سپاهی گری مشغول شد، وی در جنگ‌های ایران و عثمانی نیز شرکت جست. سلیمان خان سهام الدوله که بسیار مورد اعتماد و توجه امیرکبیر بود پس از چندی به حکومت لرستان و خوزستان منصوب شد. سلیمان دو پسر داشت به نام‌های جهانگیر خان که او وزیر صنایع بود و منصب سرتیپی داشت و پسر دیگر او نریمان‌خان قوام السلطنه به زبان فرانسوی مسلط بود و مترجم وزارت امور خارجه و دارای منصب نیابت اول آجودان باشی داشت.»
- میرزا جهانگیر خان (درگذشته ۱۸۹۱ میلادی)، «برادرزاده منوچهرخان معتمدالدوله و فرزند سلیمان خان سهام الدوله بود. او در سال ۱۸۳۳ میلادی در شهر تبریز به دنیا آمد. او درجه سرتیپی را از ناصرالدین شاه دریافت نمود و بعد هم ژنرال آجودان ناصرالدین شاه شد. او صنعتگر قابلی بود و در سال ۱۸۸۲ میلادی توانست برای تفنگهای سپاهیان ایران فشنگ بسازد لذا شاه او را به وزیر صنایع منصوب کرد. در همین سال جهانگیرخان به درجه امیرتومانی نائل آمد و او بانی زرادخانه در ایران بود. ساختن کوره ذوب فلزات برای ریختن توپ در زرادخانه و برپا کردن کارخانه باروت کوبی در تهران از جمله کارهای سودمند او بود.»

## نگارخانه

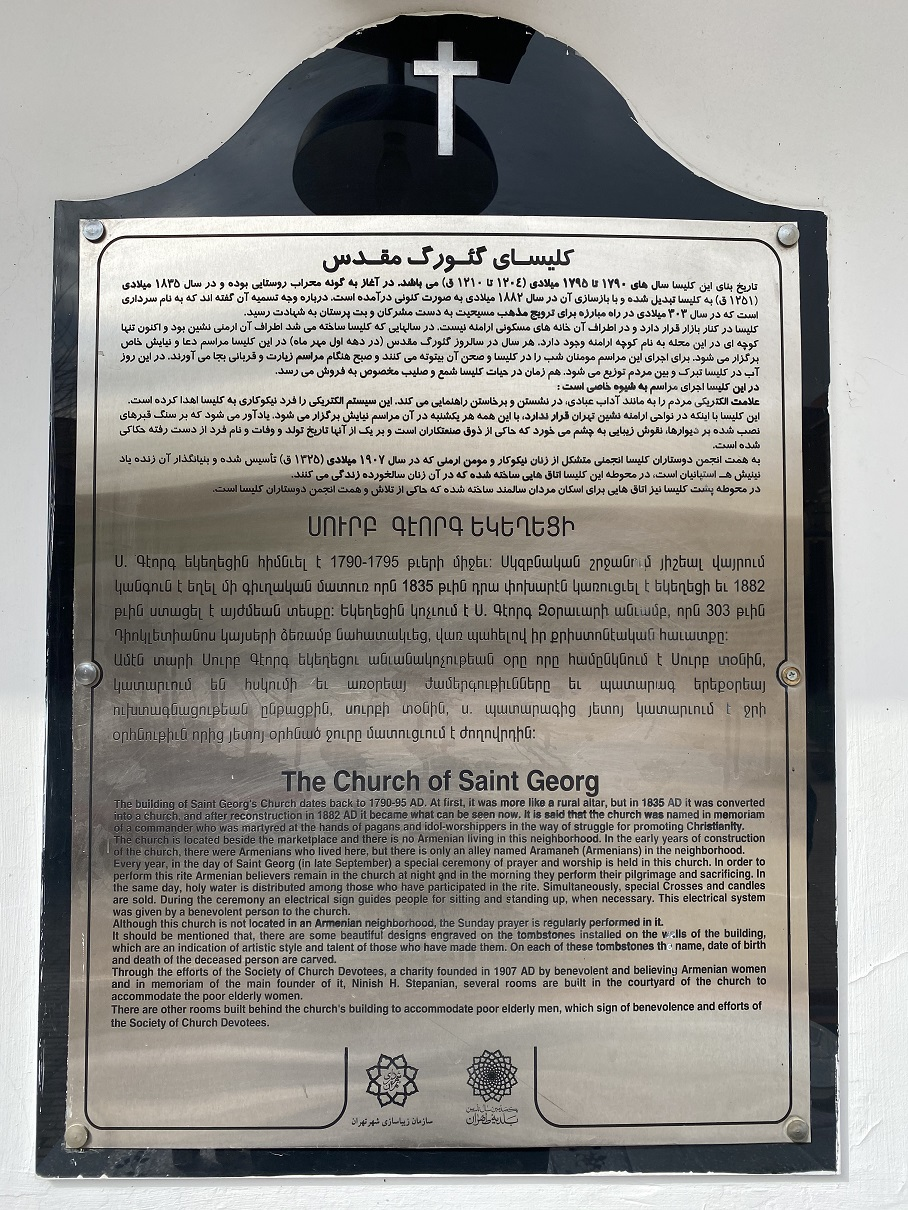
لوح نصب شده دربارهٔ کلیسا
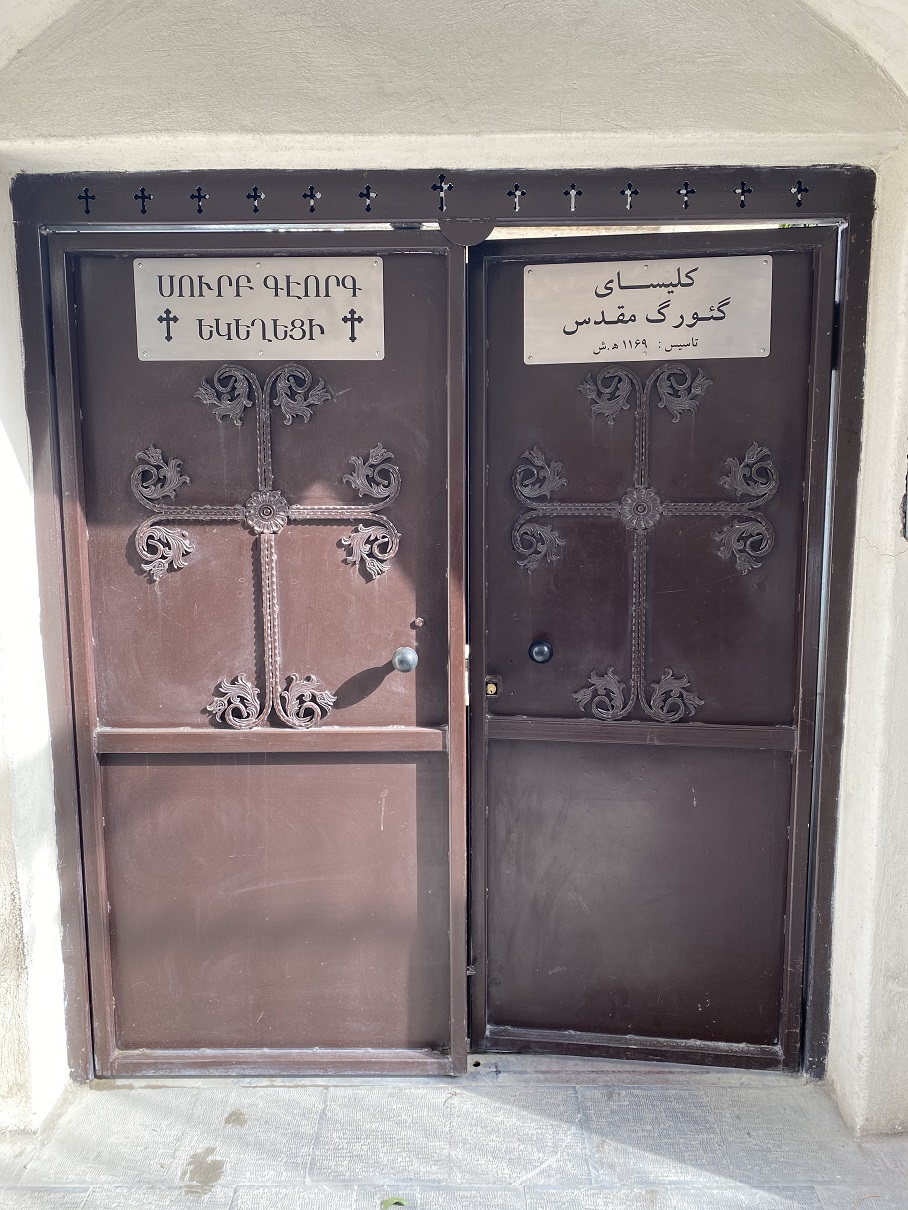
در ورودی کلیسا
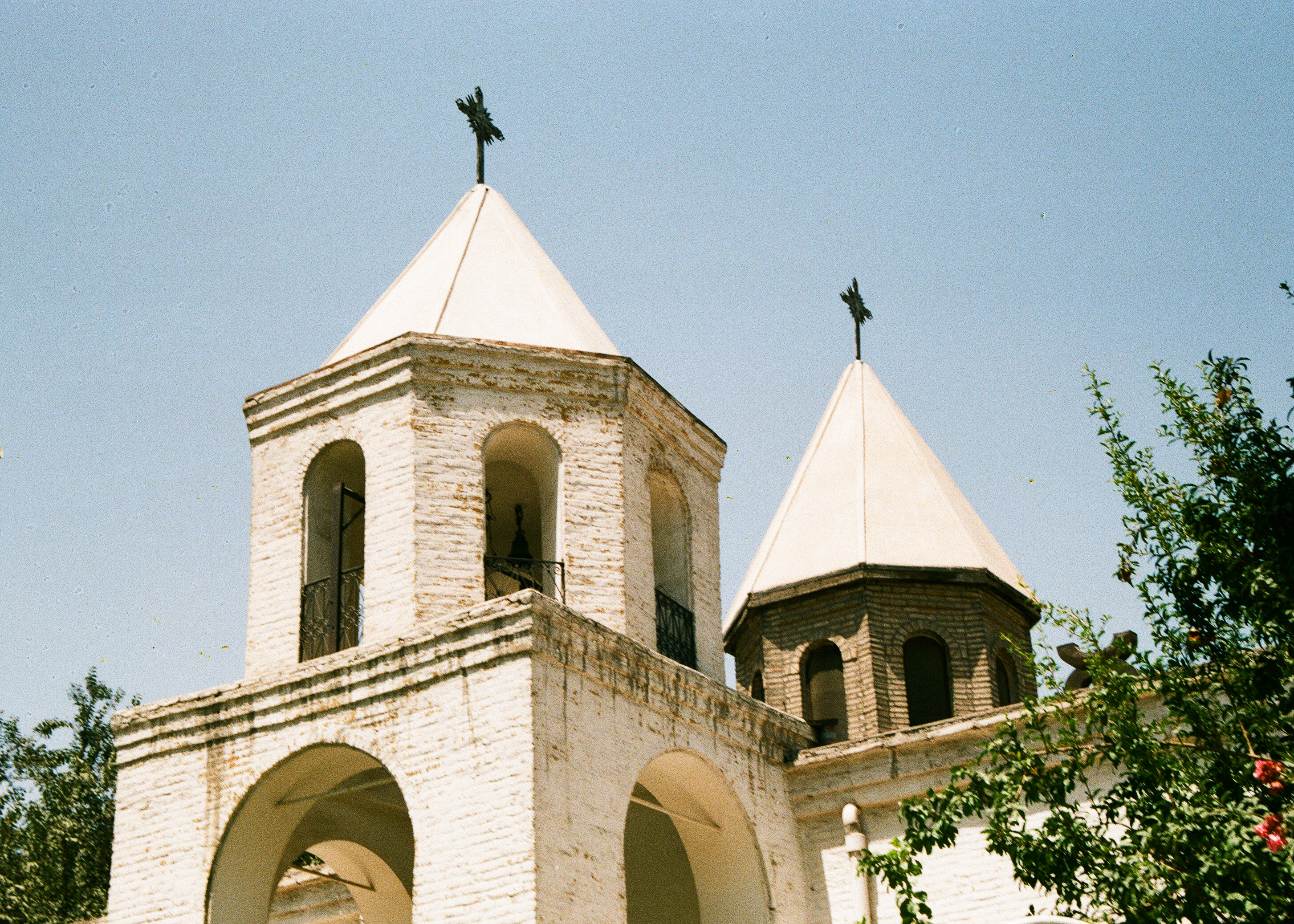
ناقوس کلیسا
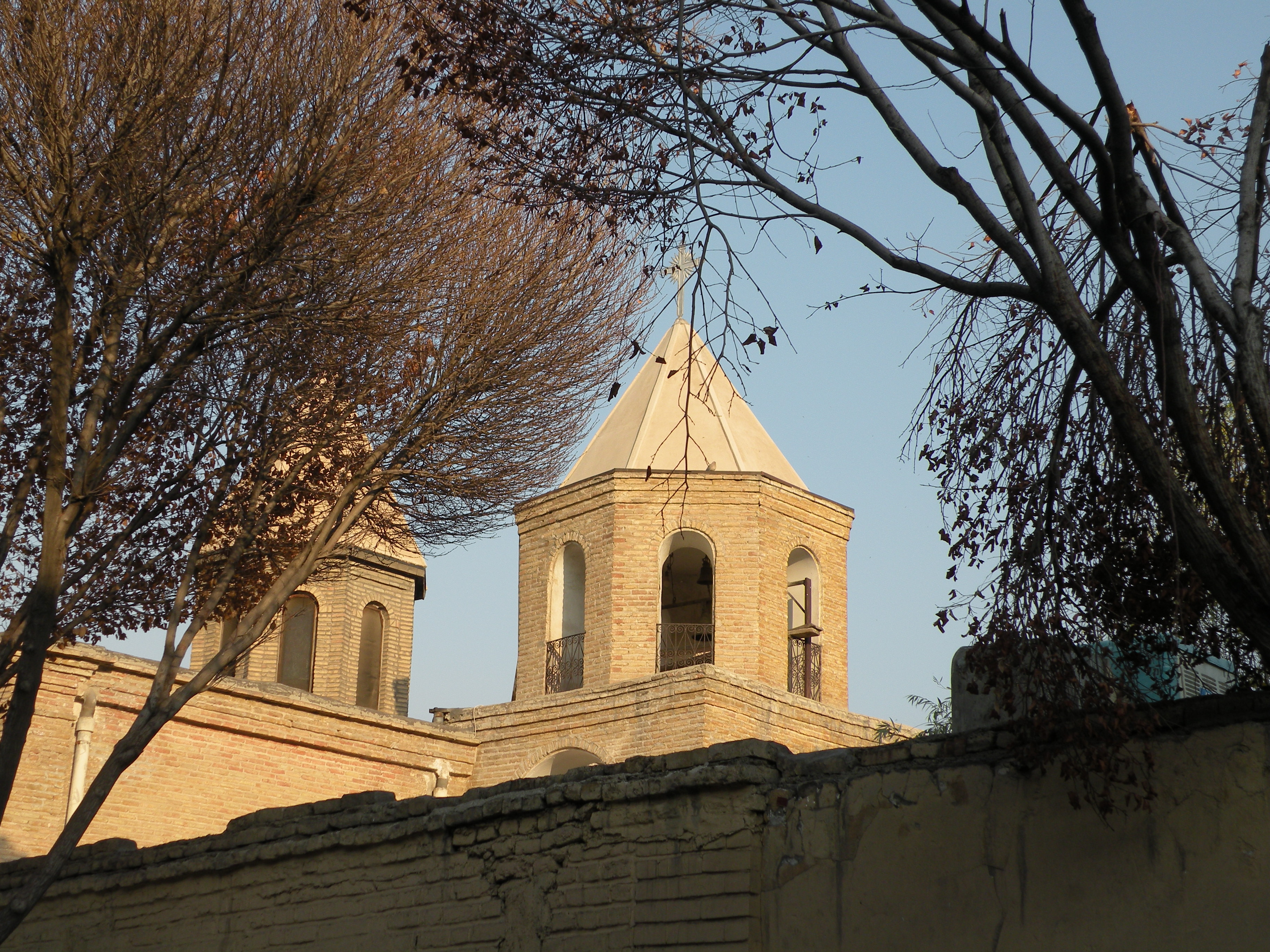
ناقوس کلیسا
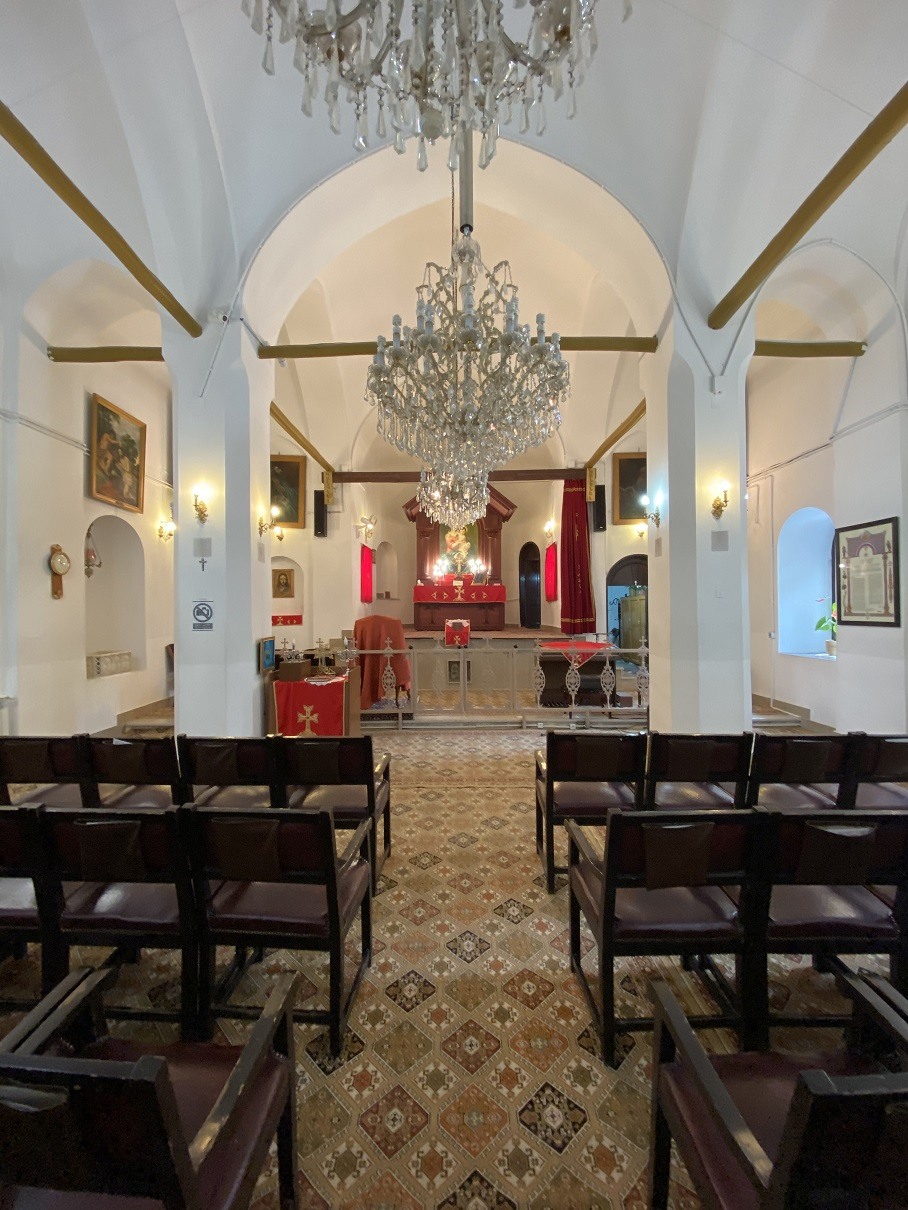
محراب کلیسا
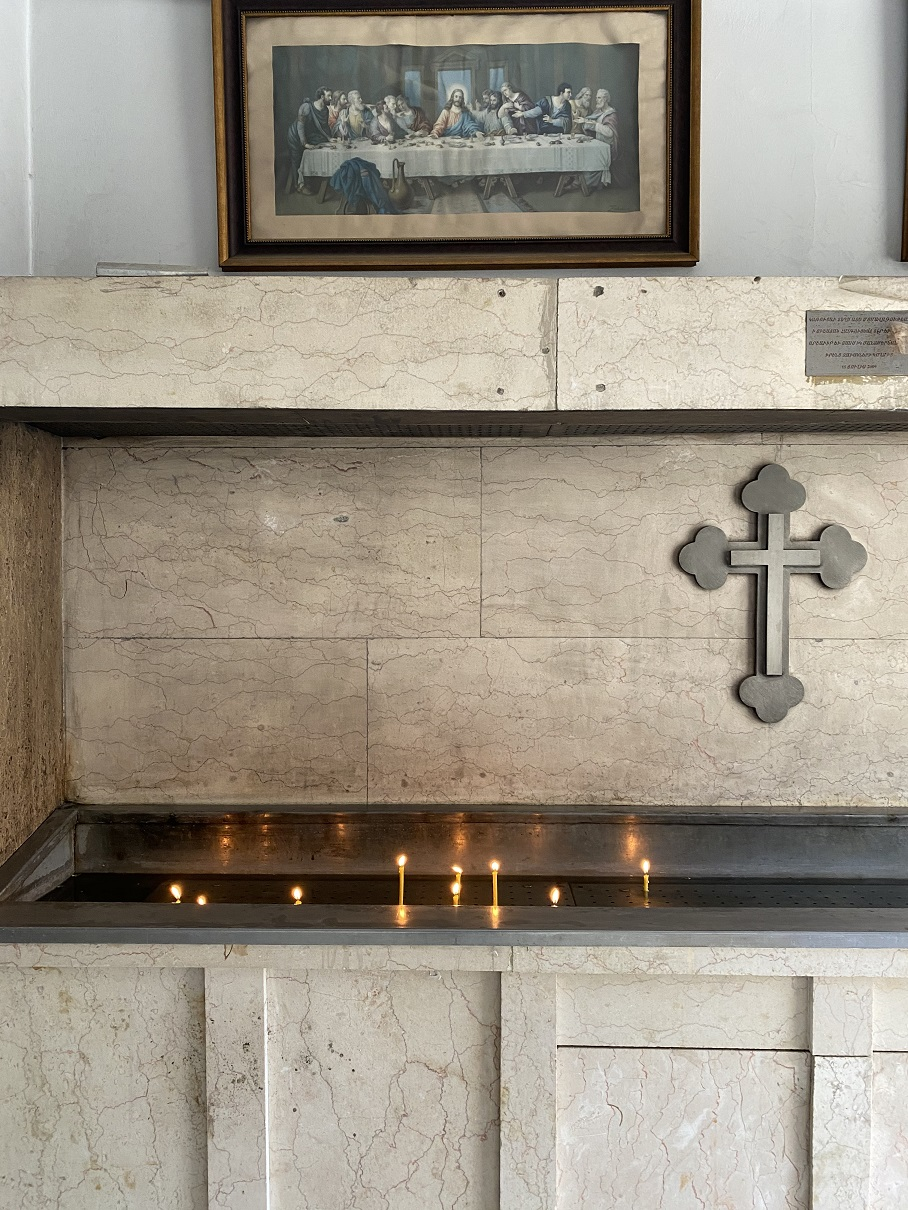
سقاخانه کلیسا